# Priacanthidae
I Priacanthidi (Priacanthidae Günther, 1859) sono una famiglia di pesci ossei marini appartenenti all'ordine Perciformes.

## Distribuzione e habitat
Sono diffusi in tutti i mari e gli oceani tropicali e subtropicali. Priacanthus arenatus e P. sagittarius sono presenti ma rari nel mar Mediterraneo, il secondo dei quali in seguito alla migrazione lessepsiana.
La maggior parte delle specie popola fondi duri come scogliere o barriere coralline.

## Descrizione
Hanno corpo alto e compresso ai lati. Gli occhi sono molto grandi e possiedono una membrana che riflette la luce, la bocca è ampia e obliqua, rivolta verso l'alto. La pinna dorsale e la pinna anale sono di solito alte, con una parte spinosa anteriore. La pinna caudale è tronca o arrotondata (talvolta con lobi filiformi). Le scaglie sono ruvide per la presenza di piccole spine.
La colorazione è rossa vivace in tutte le specie, può essere variamente maculata o variegata.
La misura media è attorno ai 20/30 cm, alcune specie raggiungono i 50.

## Biologia
Sono notturni, passano il giorno nascosti negli anfratti delle scogliere.

### Alimentazione
Sono carnivori.

### Riproduzione
Uova e larve sono pelagiche.

## Pesca
Sono utilizzati per l'alimentazione umana. Alcune specie hanno causato intossicazioni da ciguatera.

## Tassonomia

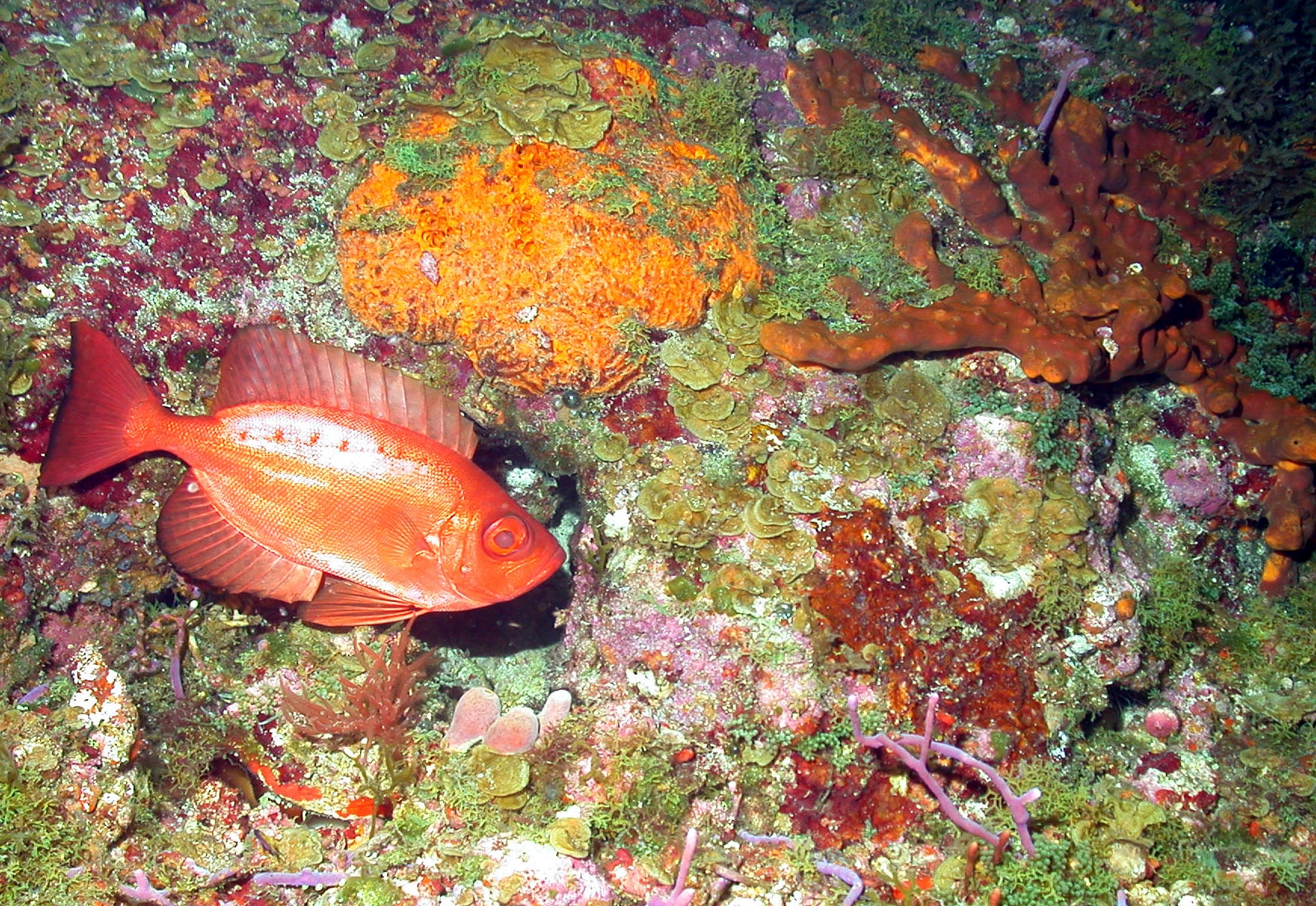
Priacanthus arenatus

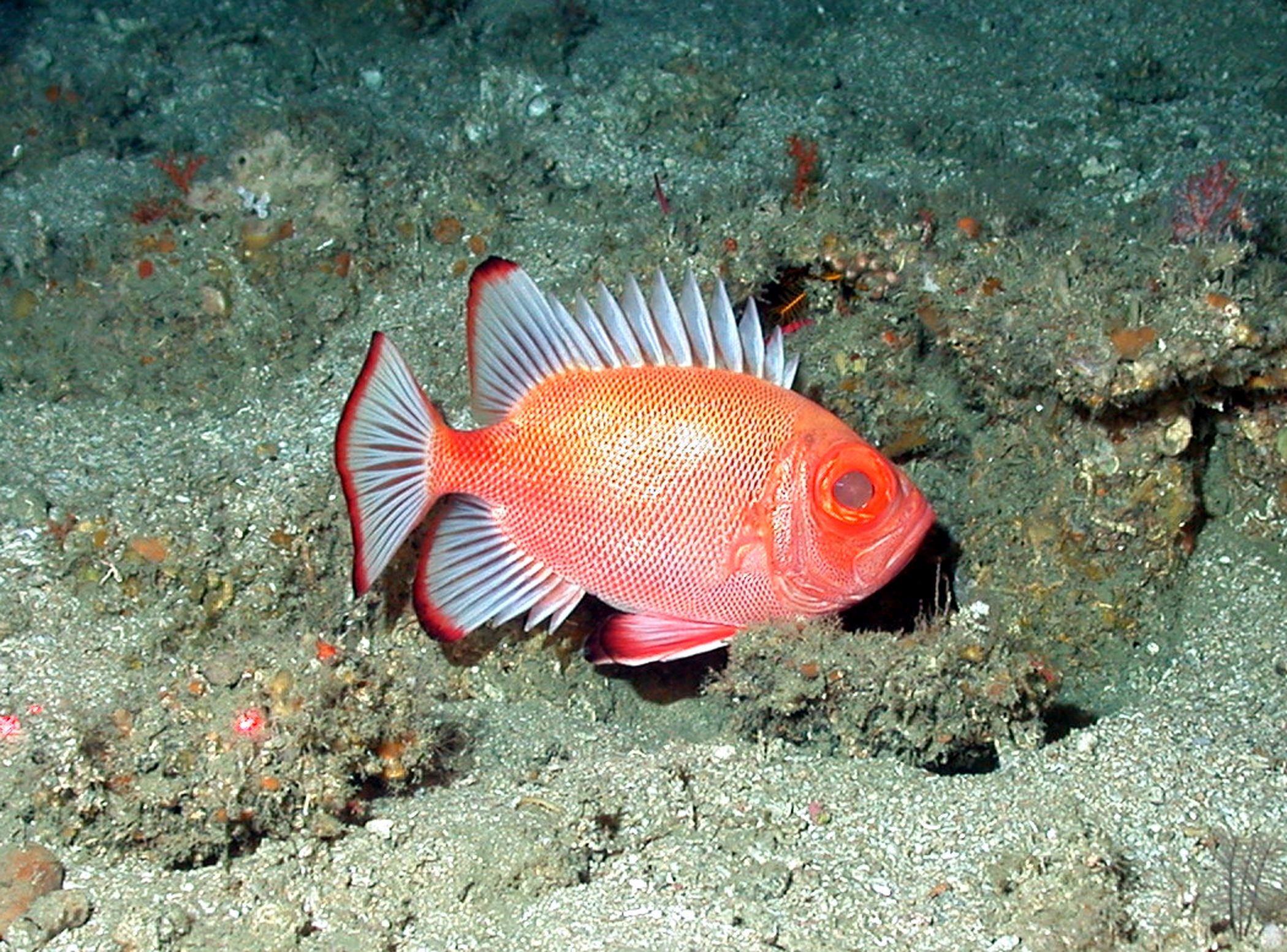
Pristigenys alta

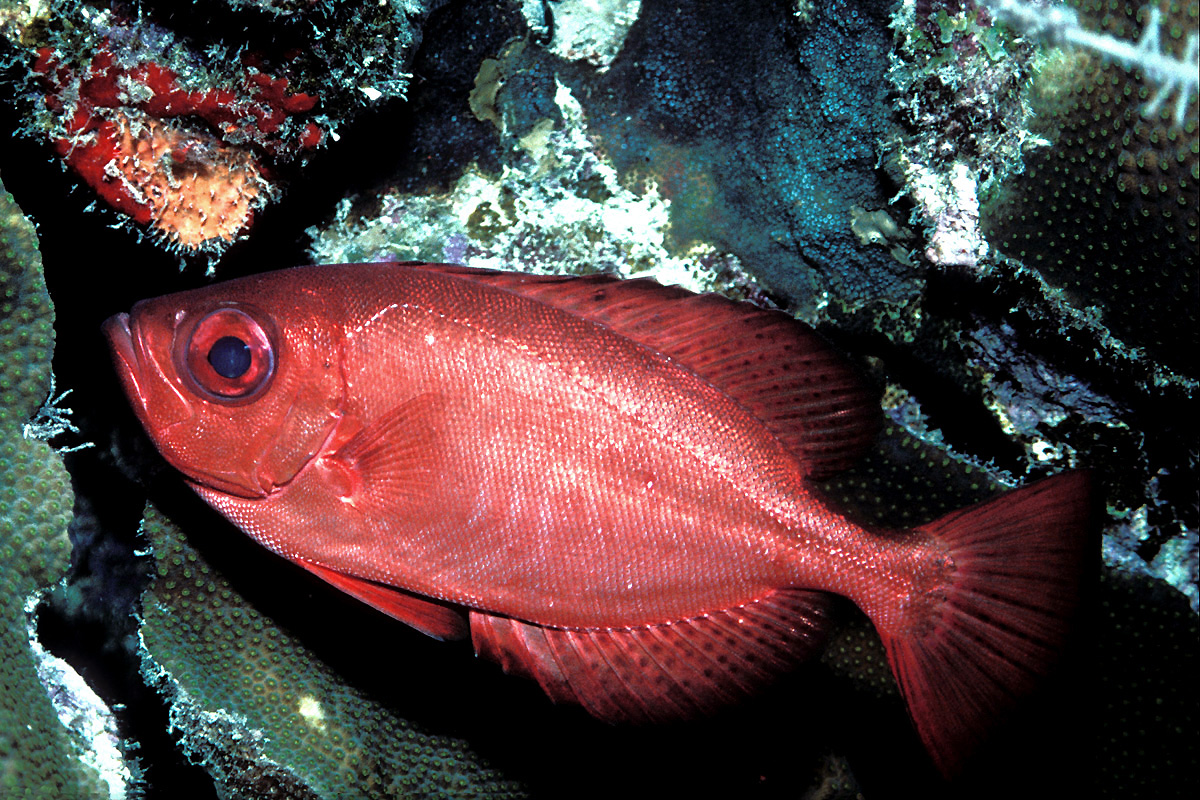
Heteropriacanthus cruentatus

La famiglia comprende le seguenti specie:
- Genere Cookeolus
  - Cookeolus japonicus (Cuvier, 1829)
- Genere Heteropriacanthus
  - Heteropriacanthus cruentatus (Lacepède, 1801)
- Genere Priacanthus
  - Priacanthus alalaua Jordan & Evermann, 1903
  - Priacanthus arenatus Cuvier, 1829
  - Priacanthus blochii Bleeker, 1853
  - Priacanthus fitchi Starnes, 1988
  - Priacanthus hamrur (Forsskål, 1775)
  - Priacanthus macracanthus Cuvier, 1829
  - Priacanthus meeki Jenkins, 1903
  - Priacanthus nasca Starnes, 1988
  - Priacanthus prolixus Starnes, 1988
  - Priacanthus sagittarius Starnes, 1988
  - Priacanthus tayenus Richardson, 1846
  - Priacanthus zaiserae Starnes & Moyer, 1988
- Genere Pristigenys
  - Pristigenys alta (Gill, 1862)
  - Pristigenys meyeri (Günther, 1872)
  - Pristigenys niphonia (Cuvier, 1829)
  - Pristigenys refulgens (Valenciennes, 1862)
  - Pristigenys serrula (Gilbert, 1891)